# King of the Monsters 2: The Next Thing
King of the Monsters 2: The Next Thing é um jogo de Super Nintendo criado pela SNK Corporation (atual SNK Playmore), lançado em 1992.